# Endes Pongrác
Endes Pongrác, születési és 1948-ig használt nevén Eiserth Pongrác (Budapest, 1907. december 12. – Debrecen, 1992. augusztus 27.) orvos, patológus, iskolateremtő egyetemi tanár, az MTA doktora.

## Élete és tudományos pályája
Négyéves korában elvesztette édesanyját, nagyanyja nevelte szerény anyagi körülmények között. Egy mecénás segítette középiskolai tanulmányait Kőszegen, majd egyetemi tanulmányait a Pázmány Péter Tudományegyetem Orvosi Karán. Itt ragadta meg a patológia tudománya: egy versenyvizsga első helyezettjeként engedélyt kapott, hogy bejárjon az egyetem II. számú Kórbonctani Intézetébe. Itt már boncolt, szövettani metszeteket készített és mikroszkopizált.
1932-ben átvehette orvosi diplomáját, majd 1933-ban a budapesti Szent Rókus Kórházban kapott először fizetett segédorvosi állást a kórbonctanon. 12 évet töltött itt, végigjárva a ranglétra fokait, alorvos, majd adjunktus lett. 1937-ben szerezte meg a kórbonctani és kórszövettani szakvizsgáját, majd 1941-ben törvényszéki orvostani szakvizsgát tett. Egyetemi indíttatása beleültette a tudományos munka iránti igényt. 1942-től a pécsi Erzsébet Tudományegyetemen Entz Béla professzor mellett végzett kutatómunkát. Ez több tudományos közleményt eredményezett, végül 1945-ben Pécsett magántanári címet kapott.
A második világháború és utóhatásai sok megpróbáltatással jártak Endes és családja számára is. 1947-re a helyzet rendeződött. A fővárosi Koltói Anna Baleseti Kórház, illetve a Klinikák Kórbonctani és Kórszövettani Részlegének vezető főorvosa (1947–1953) lett.
A névváltoztatására 1948-ban került sor, elsősorban azért, mert a születési Eiserth név helyes kiejtése és írása sokaknak gondot jelentett.
A Koltói Kórházban Hedri Endre professzor vezetésével alakult újjá a budapesti III. számú Sebészeti Klinika, melynek patológus tudományos munkatársaként 1949–1953 között tevékenykedett. A III. sz. Sebészeti Klinika vezetésére 1949-ben meghívták Borisz Vasziljevics Petrovszkij szovjet sebészprofesszort, aki új típusú sebészi iskolát alapított. Petrovszkij később a brezsnyevi Szovjetunió egészségügyi minisztere lett. Együttműködésük során felismerte Endesben a kiváló és megbízható szakembert.
1952-ben az MTA-tól addigi eredményei és pécsi magántanársága alapján eljárás nélkül kandidátusi tudományos fokozatot kapott. 1953-ban kinevezték egyetemi docenssé. Ekkorra már Budapesten eléggé ismertté vált Endes neve mind kórházi, mind egyetemi orvosi körökben jó diagnosztikus készsége és tudományos szereplései kapcsán. Mindezek következményeként az egészségügyi kormányzat 1954-ben kinevezte a 47 éves Endes Pongrácot a Debreceni Orvostudományi Egyetem megüresedett kórbonctani katedrájára intézetvezető professzornak.
Endes azt tekintette első feladatának, hogy a diagnosztikus patológiai szolgálatot átszervezze, megerősítse, abba minden orvost egyforma követelménnyel vonjon be. Intézetvezetői munkájának első 15 évében szinte minden boncolást személyesen ellenőrzött. Igényességet és precizitást követelt munkatársaitól, ahogy önmagától is. Jegyzetet írt az orvostanhallgatók számára: az általános és részletes részből álló, legendásan tömör, félrevezetően rövidnek látszó, de nagy információtartalmú, klinikopatológiai szemléletű jegyzetet más egyetemek hallgatói is keresték. Ebből a jegyzetből fejlődött ki az 5 kiadást megért kétkötetes Pathologia című egyetemi tankönyv, amelyet legalább 20 évig használtak a magyar orvosegyetemek. Előadásainak utolsó 5-10 percét nevelő célzattal nem szorosan orvosi (pl. irodalmi, művészeti, etikai) kérdések megtárgyalásának szentelte. Szigorú, következetes és humánus vizsgáztató volt, kivívta a hallgatók tiszteletét és megbecsülését. Legendák, történetek keringtek róla hallgatói és orvoskörökben.
Endes Pongrác tudományos kutatói tevékenységének fő területe a vesepatológia volt. Még ez előtt, az 1940-es években, értékes megfigyeléseket publikált a prosztata túltengéssel kapcsolatban is. Észrevette, hogy a folyamat kezdeti szakaszában nemcsak mirigyszaporulat, hanem simaizom- és kötőszövet-burjánzás is végbemegy. Ezt a megfigyelését az 1990-es évek kutatásai igazolták. A magas vérnyomás okozta veseelváltozásokat vizsgálva kidolgozott egy fénymikroszkópos festési módszert: az azan és a Mallory-féle foszforwolframsavas hematoxilin festéseket kombinálva létrejött az Endes-féle trichrom festés, amit élete egyik fő művének tekintett. Ez a módszer nemcsak a tubulusok, glomerulusok és erek finom fénymikroszkópos szerkezetét teszi jól tanulmányozhatóvá, hanem jellegzetes kék színben megfesti az ún. szemcsés juxtaglomeruláris sejteket is. Ezek a sejtek termelik a renin enzimet. A festés e sajátosságát kihasználva kidolgozta a juxtaglomeruláris index (JGI) meghatározásának módszerét. A JGI jelzi a vese aktuális renintartalmát, így utal arra, hogy az aktuális kísérleti beavatkozás mennyire növeli vagy csökkenti a renintermeléssel szembeni igényt. Az e területen dolgozó nemzetközi kutatók számára Endes és munkatársainak neve ismertté vált, munkájukat világszerte idézték. 1963-ra elkészítette és megvédte doktori értekezését, melynek címe: A glomeruláris arteriolák szemcsés sejtjeinek vizsgálata. A prosztata és a vese betegségei mellett a patológiának gyakorlatilag minden ágát művelte, ezt tanúsítja több mint 120 tudományos közleménye.
Huszonnégy évig (1954–1978) volt intézetigazgató, tanszékvezető professzor. Ez az idő elegendő volt arra, hogy létrejöjjön az Endes-iskola. Legalább húsz tanítványa lett egyetemi professzor, ill. kórházi patológus főorvos, a legismertebbek: Dévényi István, Gomba Szabolcs, Mikó Tivadar, Molnár Péter, Nemes Zoltán, Buris László, Krompecher Tamás.
1978-tól haláláig az intézet tudományos tanácsadója volt. Nemcsak közvetlen kollégái, de patológusok az egész országból bizalommal fordulhattak hozzá a nehéz kórszövettani esetek megoldásában.
A munka és a szakma szeretete mindig első helyen állt nála. Ezzel együtt széleskörű műveltséggel rendelkezett. Németül tökéletesen beszélt, angolul, oroszul, latinul és ógörög nyelven is tudott. Érdekelte a filozófia, irodalom, botanika és a sport is. Szerette a természetjárást és a kerékpáros túrákat.

## Családja
A Rókus Kórház-beli időszakban (1932. március 26-án) házasságot kötött Rátai Györgyi (1909–1988) testnevelő tanárral. Három fiuk született: 1938-ban Mihály, 1940-ben György és 1942-ben János. Mihály gyermekorvos (és amatőr ornitológus), György állatorvos, János radiológus lett.

## Emlékezete
1992-ben, 85 éves korában hunyt el. Tiszteletére az egyetem szobrot állított a debreceni Klinikatelepen. A Debreceni orvosképzés nagy alakjai sorozatban tanszéki utódja, Gomba Szabolcs írt róla monográfiát.

## Legfontosabb tudományos művei
- Endes Pongrác: Pathologia 1-2.: Egyetemi tankönyv 1. kiadás Budapest: Medicina Könyvkiadó, 851 p. (1972) ISBN 9632400453 ISBN 9632404068 ISBN 9632400445  helytelen ISBN kód: 9632400446  ISBN 963240405X MTMTID: 34487754 Megjegyzés: 2. kiadás: 1975, 3. kiadás: 1978, 4. kiadás: 1983, 5. kiadás: 1987
- Endes P; Gomba S; Dévényi I: Specific staining and exact quantitative evaluation of the granulation in the juxtaglomerular cells. ACTA MORPHOLOGICA ACADEMIAE SCIENTIARUM HUNGARICAE 17 (1) pp 47–53 (1969) Angol, Scopus, PubMed, Google scholar, MTMTID: 2321311
- Dauda G; Endes P: Studies on the ontogenesis of the granulated cells of the juxtaglomerular apparatus. ACTA MORPHOLOGICA ACADEMIAE SCIENTIARUM HUNGARICAE: 12 pp 51–54 (1963) Angol, WoS, Scopus, PubMed, Google scholar, MTMTID: 34454050
- Endes Pongrác: A glomerularis arteriolák szemcsés sejtjeinek vizsgálata [Examination of granular cells of glomerular arterioles] 302 p. 1963 Disszertáció (MTA doktora) Magyar, MTA Könyvtára, MTMTID: 34474844
- Endes, P.; Dévényi, I.; Gomba, Sz.: Experimentelle Beeinflussung der granulierten Zellen des juxtaglomerulären Apparates durch Heminephrektomie und bilaterale Ureterligatur: [The influence of heminephrectomy and ligation of both ureters on the juxtaglomerular granulated cells;] VIRCHOWS ARCHIV 336  (1) pp. 40–45. (1962) Német, DOI,[17] WoS, Scopus, MTMTID:34454067
- Gomba Sz; Soltész M.B.; Endes P.: Studies on the granulated cells of the juxtaglomerular apparatus I. ACTA MORPHOLOGICA ACADEMIAE SCIENTIARUM HUNGARICAE 11 (2) pp 189–193 (1962) Angol, MTMTID: 34524553
- Endes P: Kombinált trichrom festés; főleg a kötőszövet és az érfalak degeneratív elváltozásainak feltüntetésére: [Combined trichromate staining; chiefly with reference to degenerative changes of the connective tissue and arterial walls]. KÍSÉRLETES ORVOSTUDOMÁNY: 6 (5) pp 479–480 (1954) Magyar, Scopus, PubMed, Google scholar, MTMTID: 34475032
- ·Eiserth Pongrác: A prostata hypertrophia keletkezéséről I. [On the origin of prostate hypertrophy I.] MAGYAR UROLÓGIA: 7 (1) pp 5–16 (1944) Magyar, MTMTID: 34478259
- Eiserth Pongrác: Beiträge zur Kenntnis der Nebenlebern : [Contributions to the knowledge of the secondary liver]. VIRCHOWS ARCHIV: 307 (2) pp 307–313 (1941) Német, DOI,[18] WoS, Scopus, Google scholar, MTMTID: 34475822
- Eiserth Pongrác: Adenomyome der Gallenblase: [Adenomyomas of the gallbladder]. VIRCHOWS ARCHIV: 302 (4) pp 717–723 (1938) Német, DOI,[19] WoS, Scopus, Google scholar, MTMTID: 34475850
- Endes Pongrác összes művei a Magyar Tudományos Művek Tárában

## Tagságok
- Magyar Patológusok Társasága (vezetőségi tag)
- European Society of Pathology
- International Academy of Pathology

## Díjai, elismerései
- Oktatásügy Kiváló Dolgozója (1962)
- Akadémiai Díj (1964)
- Hőgyes Endre-emlékérem (1977)
- Munka Érdemrend Arany Fokozata (1978)
- Pro Universitate Emlékérem (DOTE, 1987)
- Baló József-emlékérem (1978)